# Trilla, Pyrénées-Orientales
Trilla là một French commune in the Pyrénées-Orientales, vùng Occitanie phía nam nước Pháp. Xã Trilla, Pyrénées-Orientales nằm ở khu vực có độ cao trung bình 400 mét trên mực nước biển.